# Château de Caen

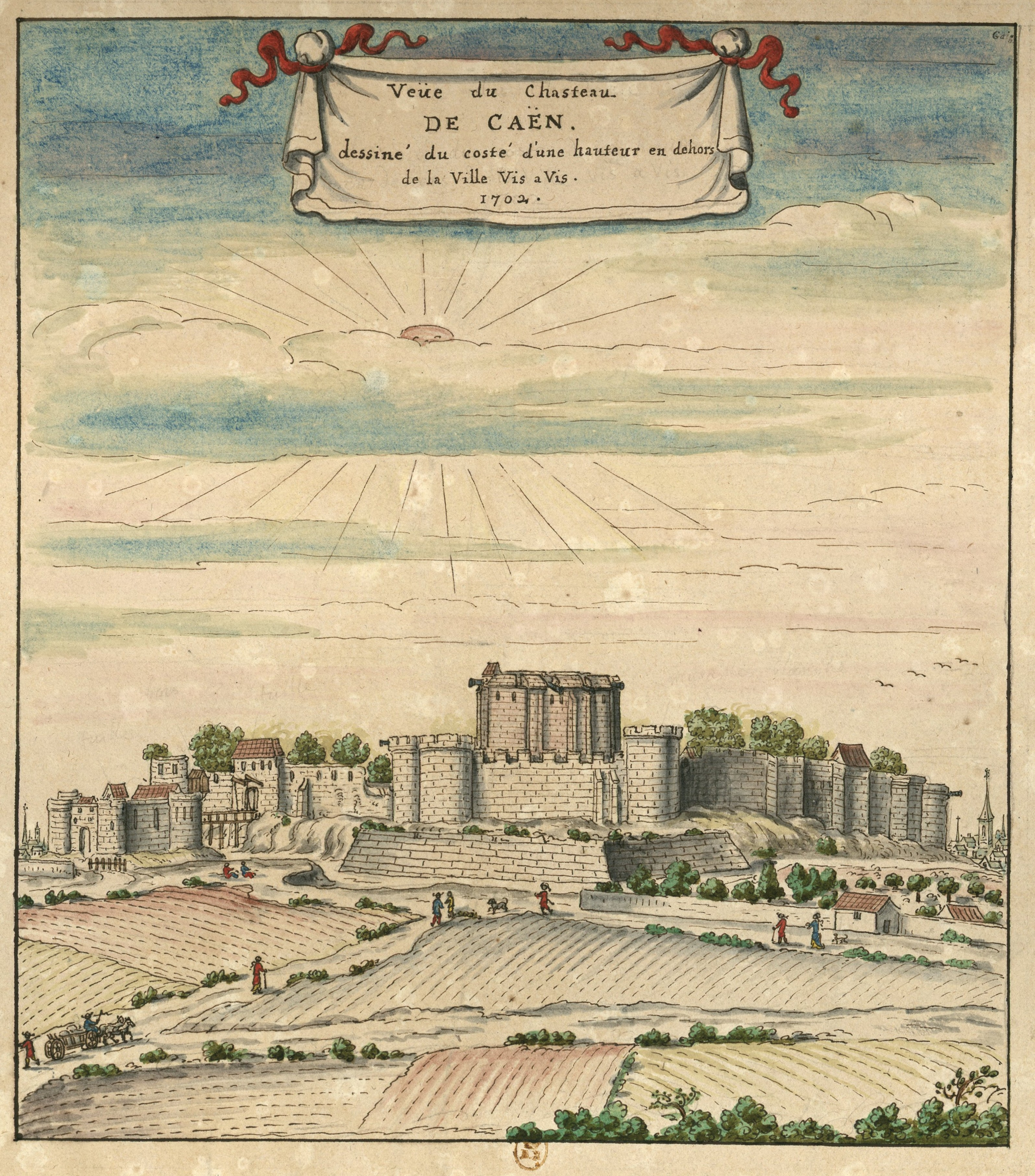
Château de Caen (1702)

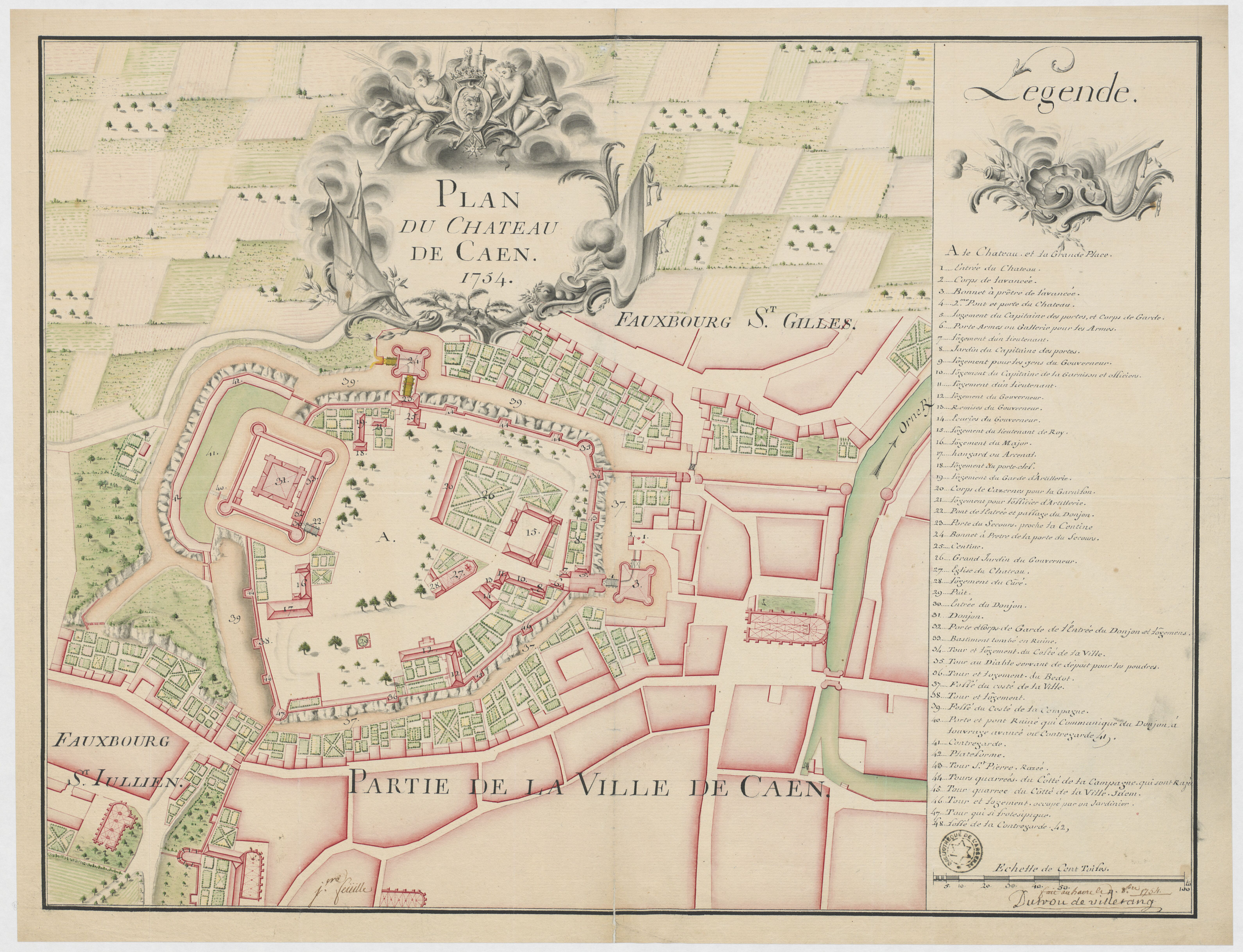
Grundriss des Château de Caen (1754)

Das Château de Caen ist die ehemalige Stadtfestung der normannischen Herzöge in der Stadt Caen in der heutigen Region Normandie im Norden Frankreichs. Es beherbergt u. a. das kulturgeschichtliche Musée de Normandie und das moderne Gebäude des Musée des Beaux-Arts. Die Gesamtanlage ist seit dem Jahr 1997 als Monument historique anerkannt.

## Lage
Das etwa 5,5 ha große Château de Caen liegt in ca. 10 bis 20 m Höhe zwischen den beiden – jeweils ca. 700 m entfernten – ehemaligen Abteien der Abbaye aux Dames mit der Kirche Ste-Trinité im Osten und der Abbaye aux Hommes mit der Kirche St-Étienne im Südwesten. Unmittelbar davor befindet sich die gotische Kirche St-Pierre.

## Geschichte
Eine Wall- und Grabenanlage existierte an dieser Stelle bereits seit dem beginnenden 11. Jahrhundert. Der Bau einer Festung wurde um das Jahr 1060 vom Normannenherzog Wilhelm dem Eroberer beauftragt; er erwählte Caen zur Hauptstadt seines Herzogtums. Sein Sohn Heinrich I. von England ließ eine Kirche und den Bergfried (französisch donjon oder englisch keep) erbauen, von dem heute nur noch die Grundmauern erkennbar sind. Zu Weihnachten des Jahres 1182 empfingen hier König Heinrich II. von England und seine beiden Söhne Richard Löwenherz und Johann Ohneland die Huldigungen von mehr als 1000 – zumeist adeligen – Rittern.
Im Jahr 1204 eroberte der französische König Philipp II. das Herzogtum Normandie zurück. Er und seine Nachfolger ließen die Burg ausbauen. Während der Französischen Revolution wurde der mittelalterliche Donjon abgerissen. Im Zuge der Alliierten Invasion (Juni 1944) wurden die Stadt Caen und somit auch die Burg durch Fliegerbomben schwer beschädigt.

## Architektur
Die gesamt Festungsanlage ist von einem – heute ausgetrockneten, aber immer noch deutlich erkennbaren – Wassergraben (fossé) umgeben. Dahinter ragen die – im unteren Teil oft abgeschrägten – Festungsmauern auf, in welche sowohl Eck- als auch Rundtürme integriert sind. Imposantester Bauteil ist das im 14. Jahrhundert fertiggestellte Torhaus mit seiner Zugbrücke.